# París-Tours 2006
La París-Tours 2006 fue la 100.ª edición de la clásica París-Tours. Se disputó el 8 de octubre de 2006 y el vencedor final fue el francés Frédéric Guesdon del equipo La Française des jeux.
Fue la 26ª carrera de la UCI ProTour de 2006.

## Clasificación general
|    | Ciclista          | Equipo                | Tiempo     |
| -- | ----------------- | --------------------- | ---------- |
| 1  | Frédéric Guesdon  | Française des Jeux    | 5h 31' 09" |
| 2  | Kurt Asle Arvesen | Team CSC              | m. t.      |
| 3  | Stuart O'Grady    | Team CSC              | + 8"       |
| 4  | Thor Hushovd      | Crédit Agricole       | m. t.      |
| 5  | Aliaksandr Vússau | AG2R Prévoyance       | m. t.      |
| 6  | Baden Cooke       | Unibet.com            | m. t.      |
| 7  | Frank Høj         | Gerolsteiner          | m. t.      |
| 8  | Danilo Napolitano | Lampre-Fondital       | m. t.      |
| 9  | Tom Steels        | Davitamon-Lotto       | m. t.      |
| 10 | Filippo Pozzato   | Quick Step-Innergetic | m. t.      |